# Interimwet bodemsanering
De Interimwet bodemsanering (Ibs) is een Nederlandse wet die gemaakt werd naar aanleiding van de bodemvervuiling in Lekkerkerk.

## Totstandkoming van de wet
Naar aanleiding van de ontdekking van het gifschandaal Lekkerkerk werd een inventarisatie uitgevoerd van plaatsen waarvan het bekend was of het vermoeden bestond dat er (chemische) afvalstoffen waren gestort. De uitkomst van dat onderzoek was verontrustend. Daarom werd besloten om op korte termijn een wettelijke regeling tot stand te brengen teneinde aan het onderzoek en de sanering van de bodem vorm te geven.
Het toeval wilde dat juist op dat moment bij de Tweede Kamer het ontwerp van de Wet bodembescherming (Wbb) in behandeling was. De wet bevatte onder meer een saneringsregeling. Deze regeling werd echter te beperkt en te weinig dwingend geacht om de ernstigste gevallen van bodemverontreiniging te kunnen aanpakken. Bovendien werd verwacht dat deze regeling niet op korte termijn operationeel zou kunnen zijn en dat was gezien de bevindingen wel degelijk nodig. Op 22 mei 1981 werd derhalve bij de Tweede Kamer het voorstel van een "Wet houdende tijdelijke regeling inzake sanering in geval van verontreiniging van de bodem" ofwel de Interimwet bodemsanering - kort: Ibs – ingediend. Deze Interimwet bodemsanering trad in januari 1983 in werking.

## Strekking van de wet
Uit de bijbehorende memorie van toelichting blijkt dat de Interimwet bodemsanering een juridisch, financieel en bestuurlijk kader bevat om de sanering van de bodem zo spoedig mogelijk (dat wil zeggen: zonder te hoeven wachten op de hele Wet bodembescherming) ter hand te kunnen nemen.
Met de wet werd dan ook bedoeld een voorschotregeling voor het schoonmaken van de bodem in Nederland te introduceren. Een voorschotregeling, want hoewel het Rijk, de provincies en de gemeenten uitgaven zouden doen ten behoeve van de sanering van verontreinigde locaties, gold wel de individuele (mede)verantwoordelijkheid van individuele bedrijven voor de financiering van de saneringen als uitgangspunt. Deze verantwoordelijkheid zou tot gelding moeten worden gebracht door middel van civielrechtelijke procedures, het zogenaamde kostenverhaal.

## Kostenverhaal
Grondslag voor het kostenverhaal vormde artikel 21 van de Interimwet bodemsanering. Het eerste lid van artikel 21 Interimwet bodemsanering bepaalde dat de Staat de kosten van voorbereiding en uitvoering van de sanering van een geval van bodemverontreiniging kon terugvorderen van degene door wiens onrechtmatige daad de verontreiniging van de bodem in het betrokken geval is veroorzaakt. Het tweede lid van dezelfde bepaling maakte kostenverhaal mogelijk op de rechthebbende op verontreinigde grond, voor zover die rechthebbende door de sanering ongerechtvaardigd werd verrijkt.

## Bevelsbeleid
Naast het kostenverhaal kende de Interimwet bodemsanering ook de mogelijkheid tot het opleggen van bevelen. Zo gaf artikel 11 Ibs aan Gedeputeerde Staten de bevoegdheid tot stakings- en gedoogbevelen. Artikel 12 Ibs bood de minister de mogelijkheid de rechthebbende te bevelen op diens grondgebied zelf saneringsmaatregelen te treffen en de kosten daarvoor in eerste instantie voor eigen rekening te nemen. Dit was het zogenaamde saneringsbevel. Van deze mogelijkheid is in de praktijk echter nooit gebruikgemaakt.

## De saneringsregeling in de Wet bodembescherming
De Interimwet bodemsanering is (voltooid) verleden tijd. Bij Wet van 10 mei 1994 is de Wet bodembescherming uitgebreid met een regeling inzake de sanering van de bodem, de zogenaamde Inbouwwet: de wet waarmee de Interimwet bodemsanering wordt ingebouwd in de Wet bodembescherming. Daarmee wil echter niet gezegd zijn dat deze saneringsregeling geen vernieuwing heeft gebracht in vergelijking met de Interimwet bodemsanering. Integendeel: in tegenstelling tot de Interimwet bodemsanering legt de saneringsregeling namelijk het accent voor wat betreft de uitvoering van onderzoek en sanering niet meer in eerste instantie bij de overheid. Onderzoek en sanering door de overheid is daarmee op de tweede plaats gekomen; onderzoek en sanering dienen in de eerste plaats ter hand te worden genomen door de veroorzaker van de verontreiniging, dan wel de rechthebbende op de verontreinigde locatie (eigenaar, erfpachter en bedrijfsmatig gebruiker).

## Voetnoten
1. ↑   Ontwerp van Wet, Kamerstukken Tweede Kamer, vergaderjaar 1980-1981, 16 821, nrs. 1-2
2. ↑   Staatsblad 1982, 763
3. ↑  Memorie van Toelichting, Kamerstukken Tweede Kamer, vergaderjaar 1980-1981, 16 821, nr. 3 blz. 12
4. ↑   Staatsblad 1994, 331 en 332